# Фредерік Творт
Фредерік Вільям Творт (англ. Frederick William Twort; нар. 22 жовтня 1877 — пом. 20 березня 1950) — англійський бактеріолог та першовідкривач бактеріофагів (в 1915 році). Професор Лондонського університету та Член Лондонського королівського товариства.

## Життєпис
Старший з одинадцяти дітей доктора Вільяма Генрі Творта, Фредерік Творт народився 22 жовтня 1877 року у місті Кемберлі. З 1894 року вивчав медицину в лікарні Святого Томаса в Лондоні. У 1919 році одружився з Дороті Ноні, дочкою Фрідріха Дж. Беністера, і разом у них було три дочки та син.